# USDA - Forest Service, Pacific Southwest Research Station
La USDA - Forest Service, Pacific Southwest Research Station (Servicio Forestal del Departamento de Agricultura de los EE. UU., Estación de Investigación del Pacífico Suroccidental), es una institución de investigación del United States Department of Agriculture (USDA) con centros en Davis, y Placerville, California, Estados Unidos. 
Administra el Eddy Arboretum, es miembro del BGCI, y presenta programas de conservación para la International Agenda for Botanic Gardens in Conservation.
El código de identificación del USDA - Forest Service, Pacific Southwest Research Station como miembro del "Botanic Gardens Conservation Internacional" (BGCI), así como las siglas de su herbario es IFGP.

## Localización
El arboreto se ubica en la proximidad de Placerville. En la zona bioclimática USDA 9b y AHS zona 7.
USDA - Forest Service, Institute of Forest Genetics, USDA, 2480 Carson Road Placerville, condado de El Dorado, California CA 95667 United States of America-Estados Unidos de América.
Planos y vistas satelitales.38°43′47″N 120°47′55″O / 38.72972, -120.79861
La entrada es gratuita.

## Historia
El « Institute of Forest Genetics » es una unidad de investigación del « USDA Forest Service » con las instalaciones en Placerville, y Davis, California. 
El instituto de genética forestal (IFG), tiene una distinguida historia de investigación en la genética forestal, que abarca más de 75 años. 

## Colecciones
La biodiversidad y genética de la conservación que describe la diversidad genética y la composición de las poblaciones del árbol de los bosques es crucial para entender la evolución y la biogeografía de las especies de los árboles, y para las estrategias rectoras que identifican y protegen las poblaciones en peligro. 
Los investigadores en IFG están identificando las poblaciones únicas y en peligro, y están utilizando las herramientas genéticas de la población para entender los efectos del cambio ambiental, de la fragmentación del hábitat, y de las especies invasoras sobre la supervivencia a largo plazo de las poblaciones de los árboles de los bosques. 
Los recursos genéticos administrados por el IFG incluyen el Eddy Arboretum, y el herbario de Critchfield. El IFG también contribuye con sus estudios a la base Dendrome, una base de datos del genoma de los árboles de los bosques. 

## Investigaciones
La investigación en el instituto se centra en tres áreas: genética de la biodiversidad y de la conservación, resistencia a las enfermedades, y la genómica y la genética molecular de los rasgos que son la base de la salud y de la productividad de los bosques. 
- La resistencia a las enfermedades. Con las numerosas enfermedades introducidas se amenazan actualmente a muchas especies de árboles en los EE. UU. La comprensión de los genes que hacen a algunos individuos resistentes a la enfermedad sirve como base para su posterior control. Los investigadores en IFG están investigando la base genética de la resistencia a las enfermedades, incluyendo la "úlcera del moho" y las "ampollas del pino blanco".

- Las nuevas tecnologías de la genética molecular y de la genómica. Estas nuevas tecnologías se están desarrollando y se están utilizando para identificar los genes individuales que influencian la salud y productividad del bosque. Las investigaciones en el IFG están encaminadas a la identificación y caracterización de los genes que regulan la formación de madera, la forma de la corona del árbol, los rasgos de adaptación, y resistencia a la enfermedad. La comprensión de la base biológica de estos rasgos permite las nuevas investigaciones y usos con aplicabilidad a una amplia gama de problemas incluyendo bioenergía, productos del bosque, la salud y la productividad del bosque.

- La educación y su alcance. El instituto está orgulloso de recibir a los científicos y estudiantes que lo visitan procedentes de todo el mundo. Patrocinando regularmente a estudiantes internos procedentes de sus dos localizaciones de Davis y de Placerville. Presentan a los alumnos de grado la genética forestal con viajes dirigidos al Eddy Arboretum, que contiene una de las colecciones más completas de pinos en el mundo